# 萨尔达尼亚-德布尔戈斯
萨尔达尼亚-德布尔戈斯，是西班牙卡斯蒂利亚-莱昂布尔戈斯省的一个市镇。总面积8平方公里，总人口121人（2001年），人口密度15人/平方公里。